# Drimia fugax
Drimia fugax är en sparrisväxtart som först beskrevs av Giuseppe Giacinto Moris, och fick sitt nu gällande namn av William Thomas Stearn. Drimia fugax ingår i släktet Drimia och familjen sparrisväxter. Inga underarter finns listade i Catalogue of Life.